# Кол Прат
Кол Прат (енгл. Cole Pratt; Калгари, 13. август 2002) канадскиски је пливач чија специјалност су трке мешовитим и леђним стилом.

## Спортска каријера
Први значајнији успех у каријери Прат је остварио у јулу 2019. на канадским трајалсима за светско првенство, где је успео да се избори за место у репрезентацији Канаде за предстојеће планетарно првенство. Наступ на сениорском светском првенству у корејском Квангџуу 2019. уједно је ио ињ егов дебитантски наступ на међународној сцени. У Кореји се прат такмичио у две дисциплине — на 200 мешовито заузео је 36. место, а у трци на 200 леђно био је на 26. позицији у квалификацијама и ни у једној од трка није успео да се квалификује у наставак такмичења.  
У августу 2019. по први пут је наступио и на светском јуниорском првенству у Будимпешти где је успео да се пласира у финала трка на 100 и 200 метара лежним стилом (6. и 4. место).